# Partito Socialista Riformista
Il Partito Socialista Riformista è stato un movimento politico italiano ispirato al liberalsocialismo e all'autonomismo socialista fondato a Roma da Fabrizio Cicchitto, Enrico Manca e Vladimiro Poggi il 13 novembre 1994, il giorno stesso dello scioglimento del Partito Socialista Italiano.
Il PSR era nato come forma di protesta e di dissociazione nei confronti dello scioglimento del PSI, voluto ed attuato dall'allora segretario nazionale Ottaviano Del Turco, e dalla tesi politica del neonato partito politico dei Socialisti Italiani che prevedeva un'alleanza organica con i Progressisti in generale e con il Partito Democratico della Sinistra (PDS) in particolare.
L'organizzazione del PSR, strutturata su base regionale, era diretta da Enrico Manca (presidente nazionale), Fabrizio Cicchitto (segretario nazionale), Vladimiro Poggi (coordinatore nazionale della giovanile) e da un direttivo composto dai coordinatori regionali.
Il PSR operò fino alla fine del 1995, confluendo in seguito nel Partito Socialista di Ugo Intini e Gianni De Michelis. 